# 최광도
최광도는 최광조가 창시한 무술이다. 이 스타일은 다른 무술의 더 엄격한 선과 달리 유연성과 움직임의 유동성에 더 의존한다. 이를 달성하기 위해 요가 기반 스트레칭을 사용하여 실무자의 유연성을 개발한다.